# Table des Marchands

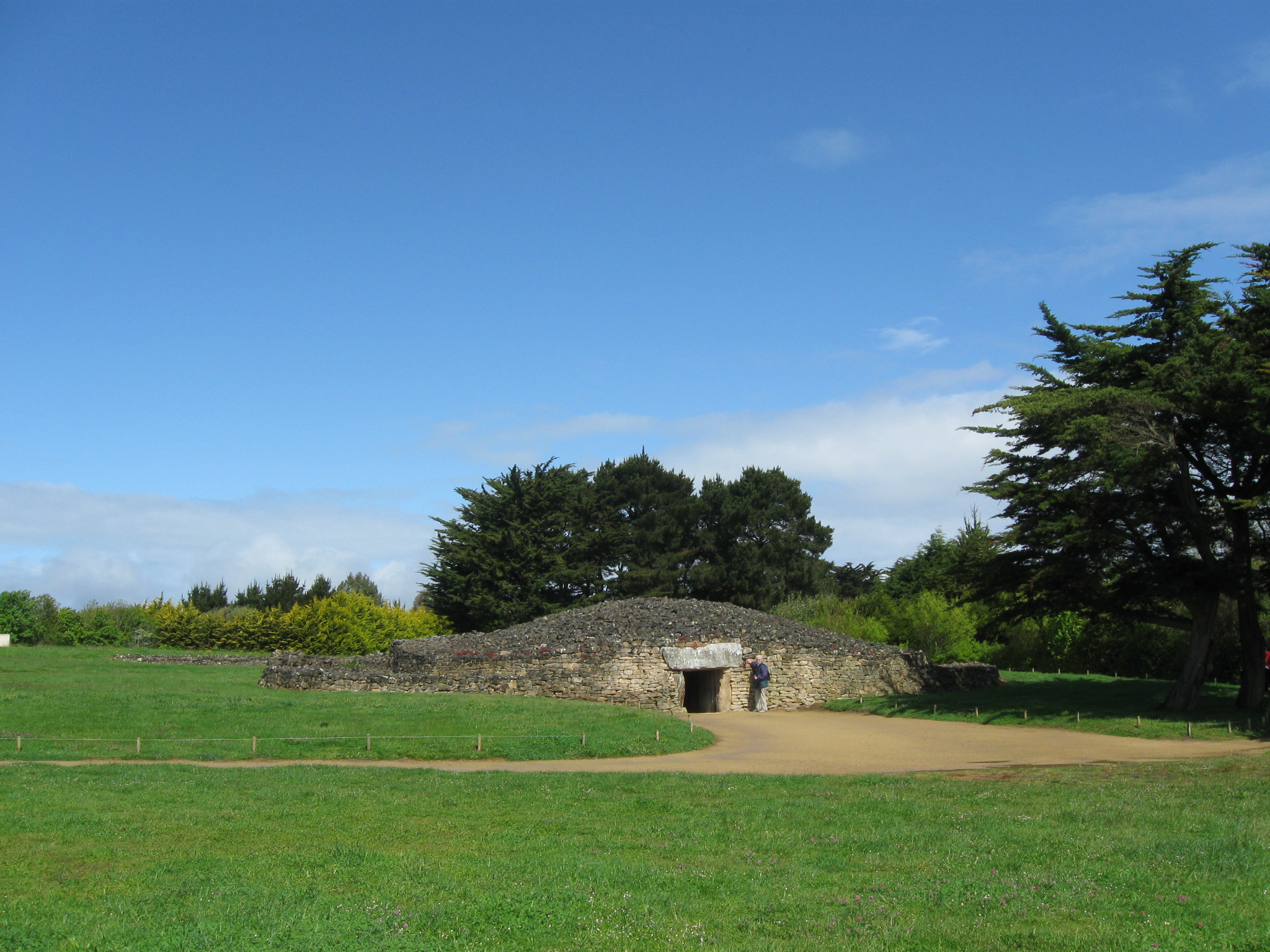
Veduta panoramica del sito

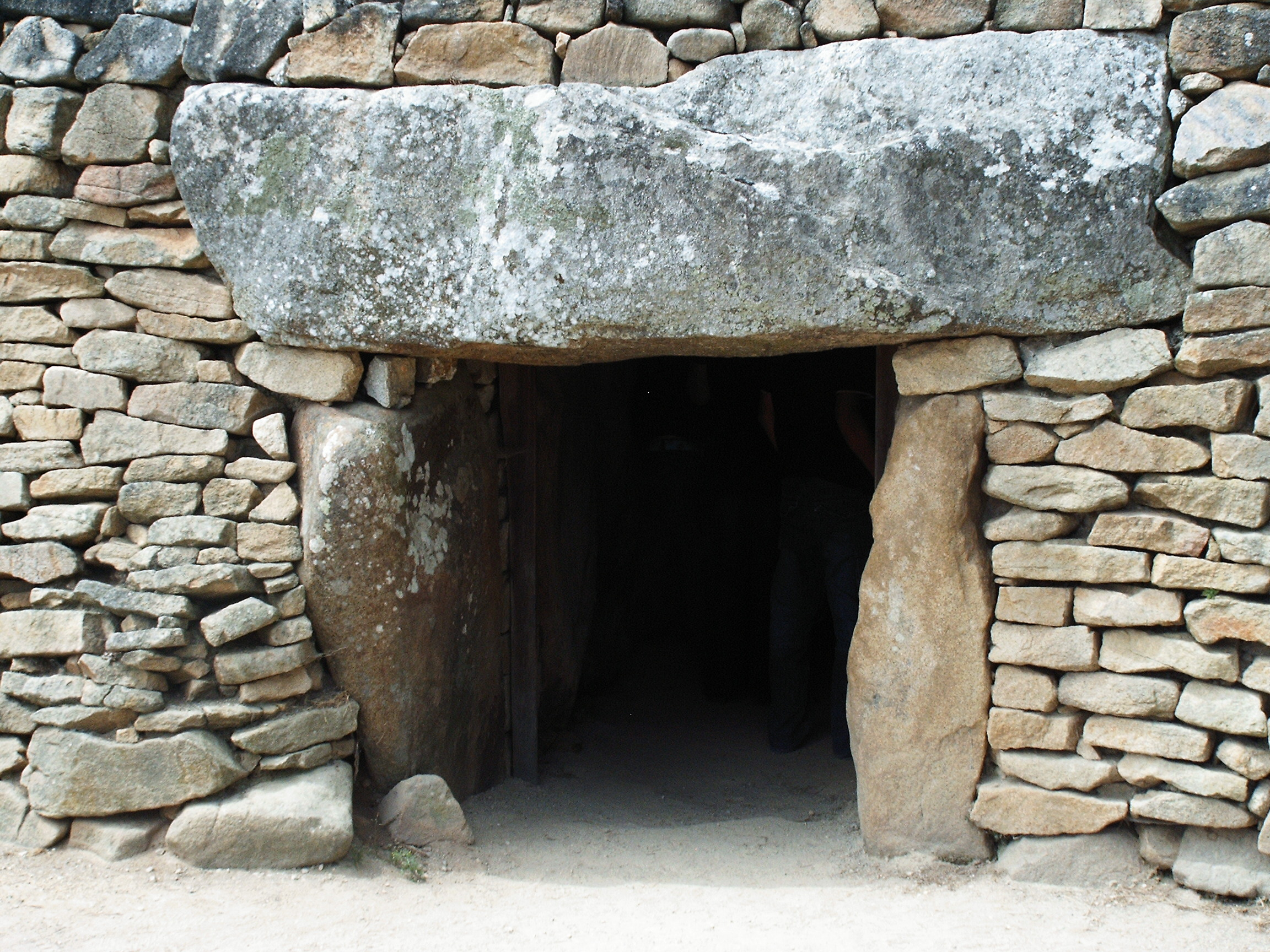
L'ingresso del tumulo

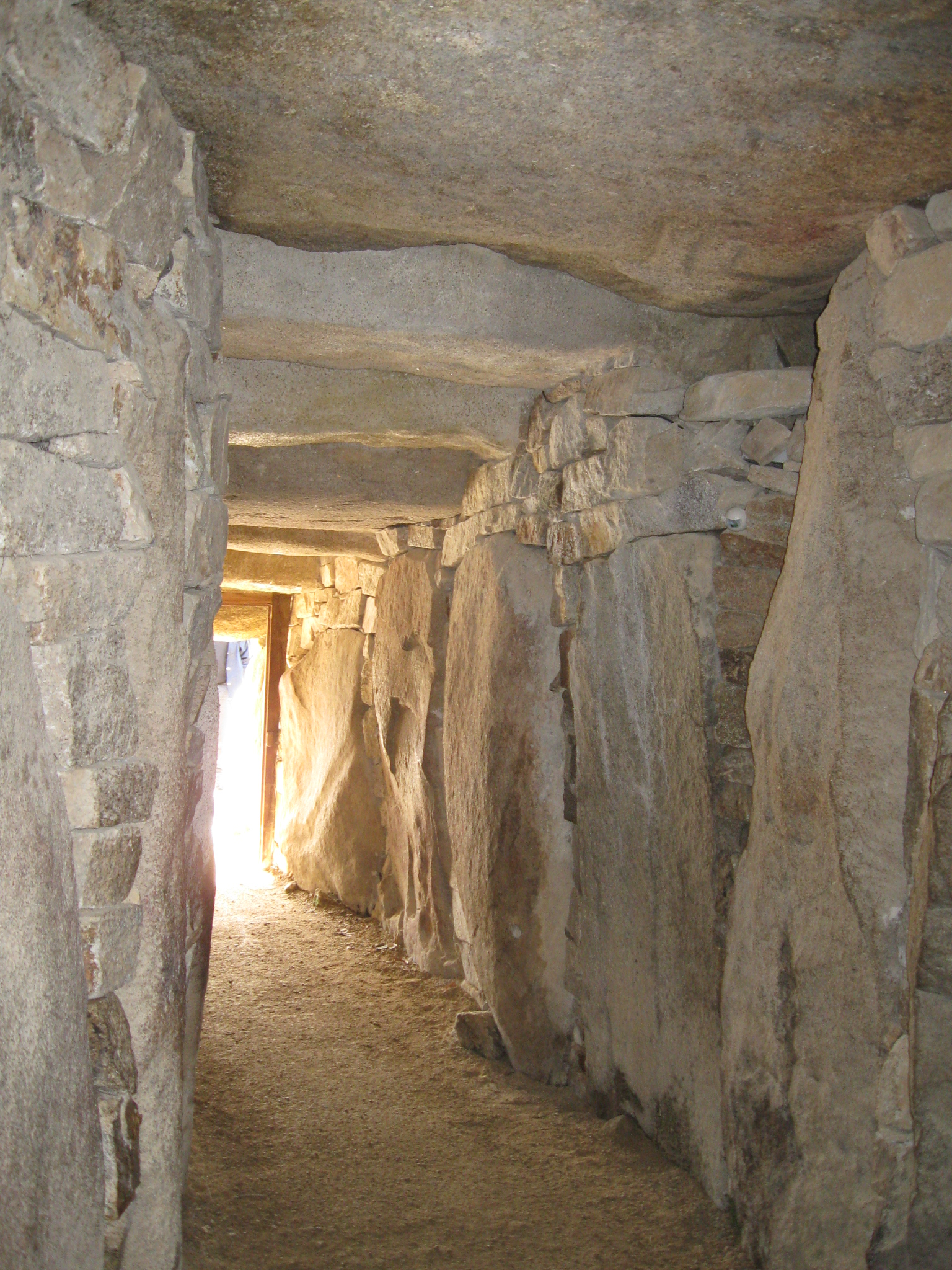
Gli interni del tumulo

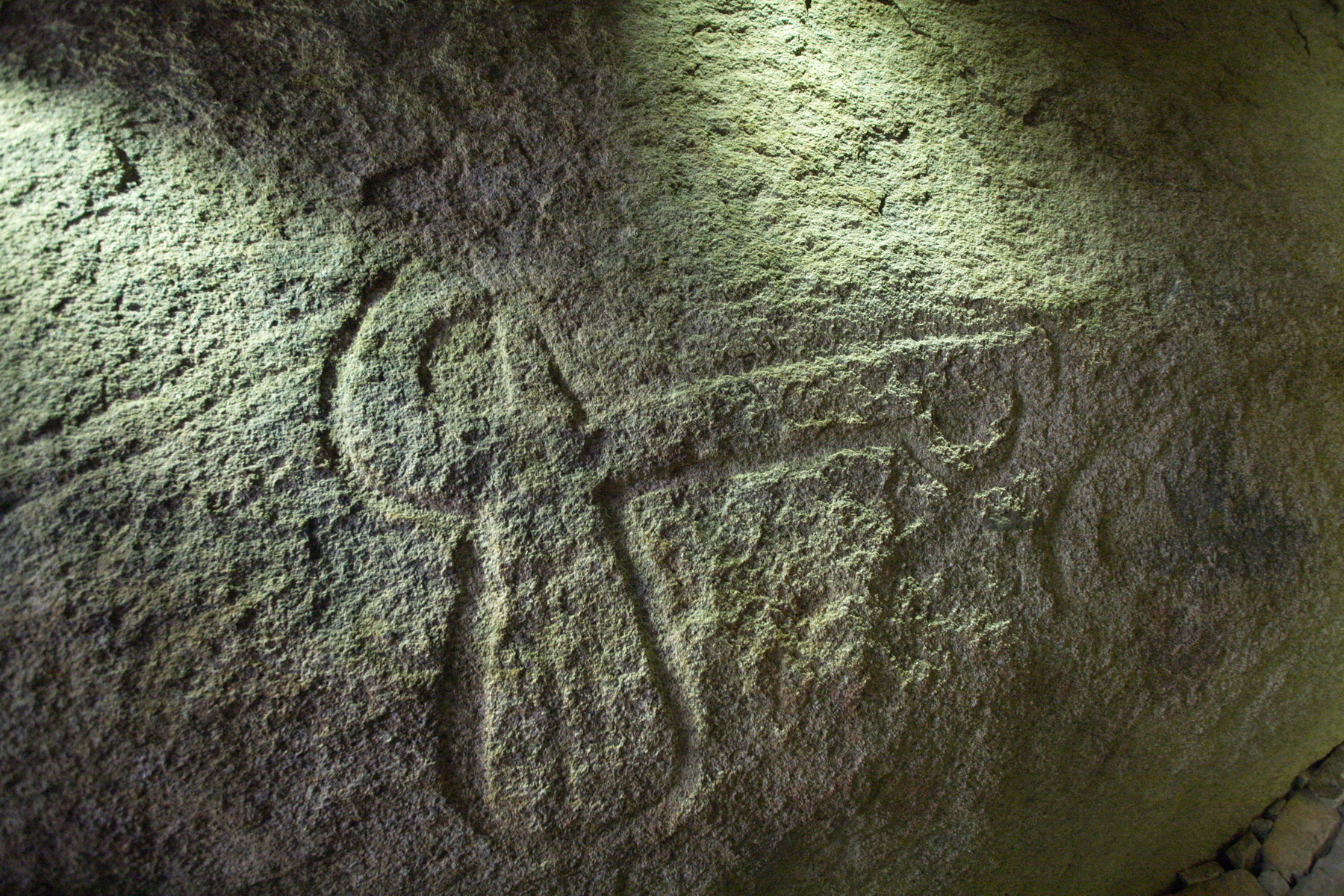
Incisionie negli interni del tumulo

La Table des Marchand(s) ("Tavola dei Marchand"; in bretone: An Daol Varchant) è un monumento megalitico della cittadina francese di Locmariaquer, nel dipartimento del Morbihan (Bretagna), costituito da una tomba a camera risalente al Neolitico, probabilmente ad un'epoca compresa tra il 3900 e il 3300 a.C.
Il sito è classificato come monumento storico dal 1889.

## Storia

### Prime esplorazioni del sito
Le esplorazioni all'interno della Table des Marchands iniziarono a partire dal 1811 o 1814.
Durante le prime ispezioni all'interno del dolmen, si rilevò la presenza di una camera stratificata e fu rinvenuto un manufatto prezioso.

### Restauri
Nel 1883, il dolmen fu quindi sottoposto per la prima volta ad un'opera di restauro.
In seguito, il monumento fu esplorato nel da Zacharie Le Rouzic, che lo sottopose ad una nuova opera di restauro.
Ulteriori opere di restauro furono quindi intraprese nel 1985 e nel 1991.

## Il sito
Il dolmen, orientato da nord a sud, misura mediamente 7 metri in lunghezza, 2,5 metri in altezza ed ha un diametro di 36 metri. L'entrata raggiunge invece un'altezza di 1,4 metri. 
Il monumento è composto da un corridoio lungo 7 m e da una camera mortuaria a lastre.
Le pietre che compongono il tumulo sono decorate con volute e raffigurazioni di animali da bestiame e di un'ascia stilizzata.

## Ipotesi sull'utilizzo
Si suppone che la Table des Marchands venisse utilizzata come fossa comune per un villaggio di agricoltori.

## Galleria d'immagini

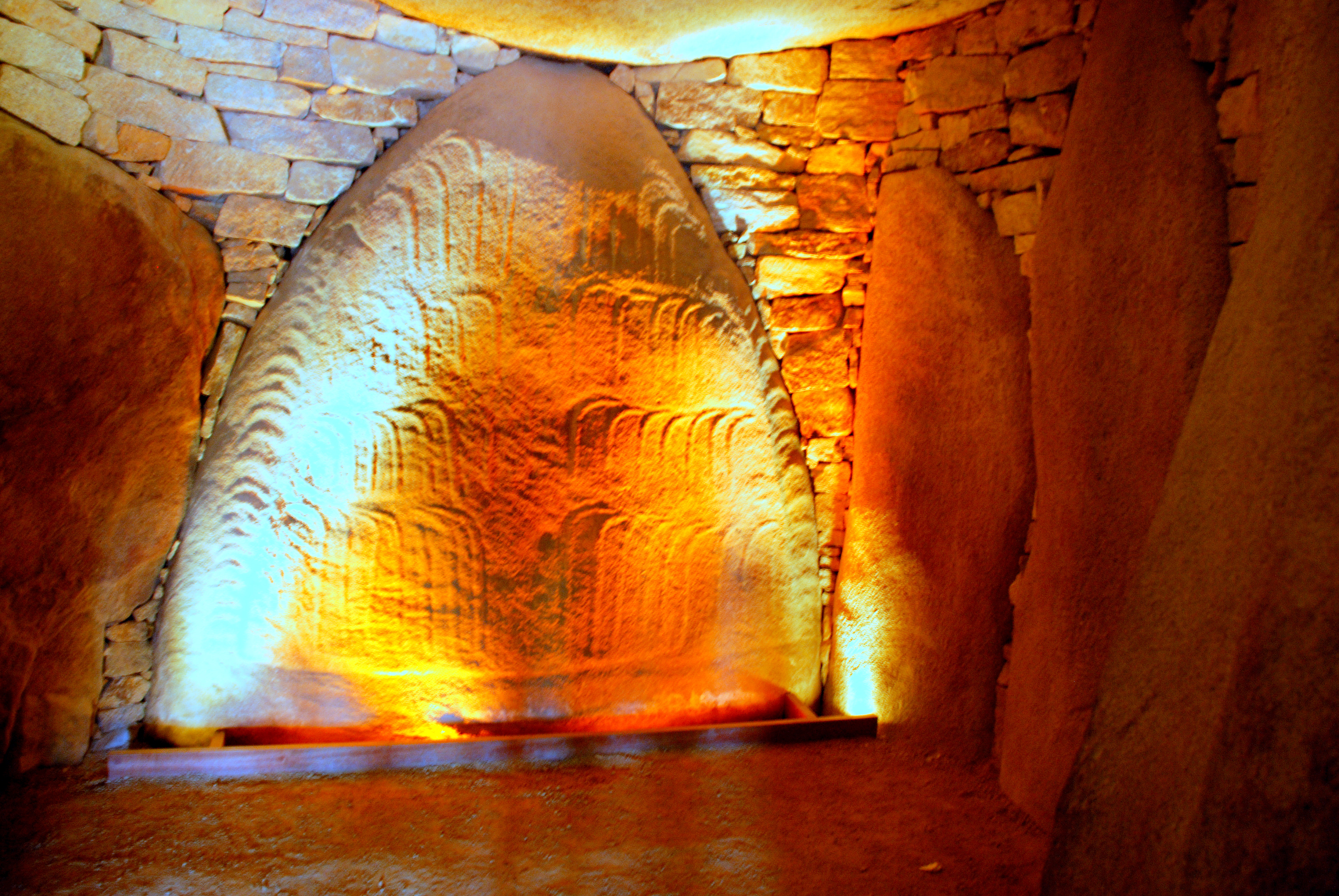
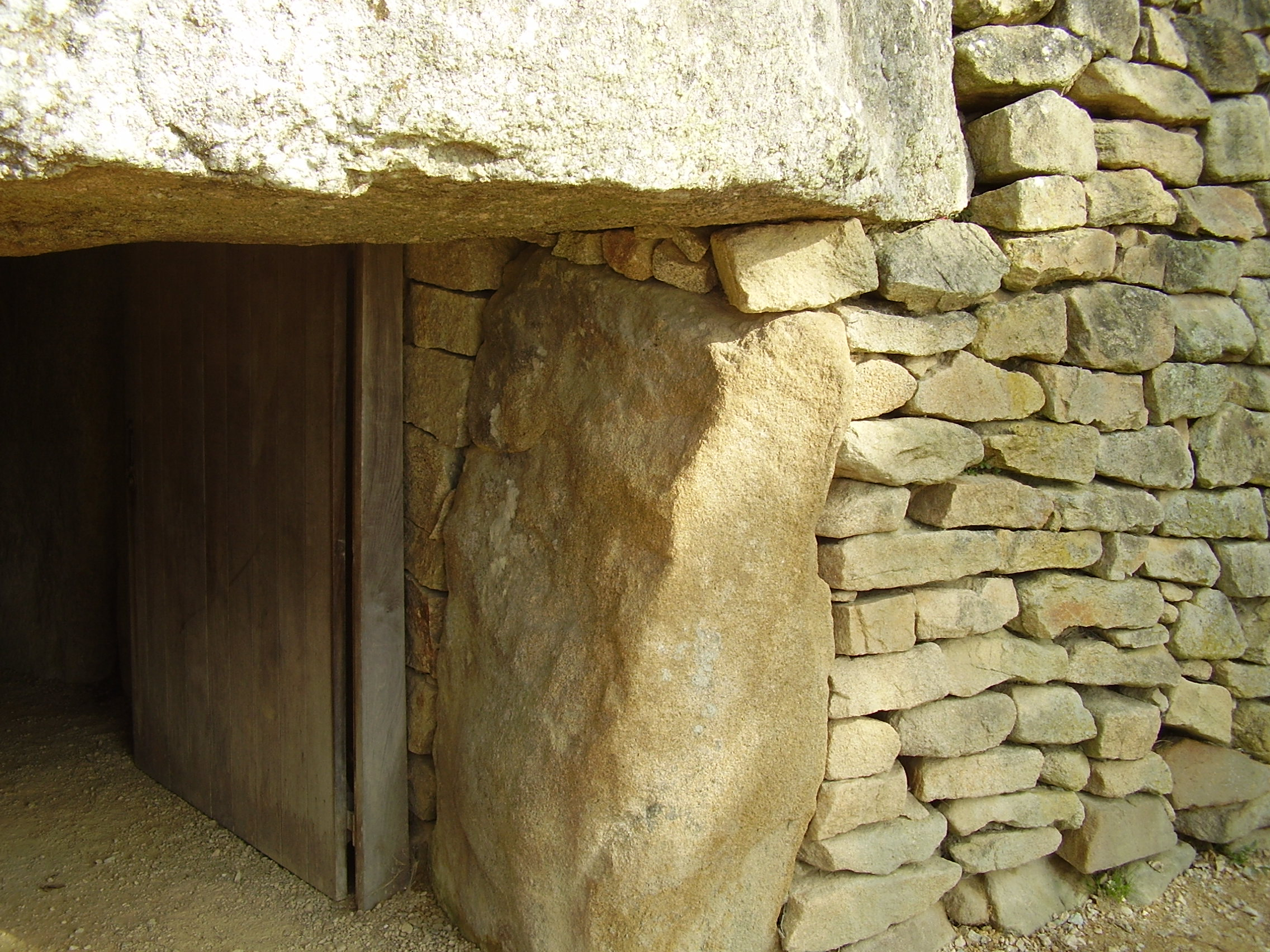
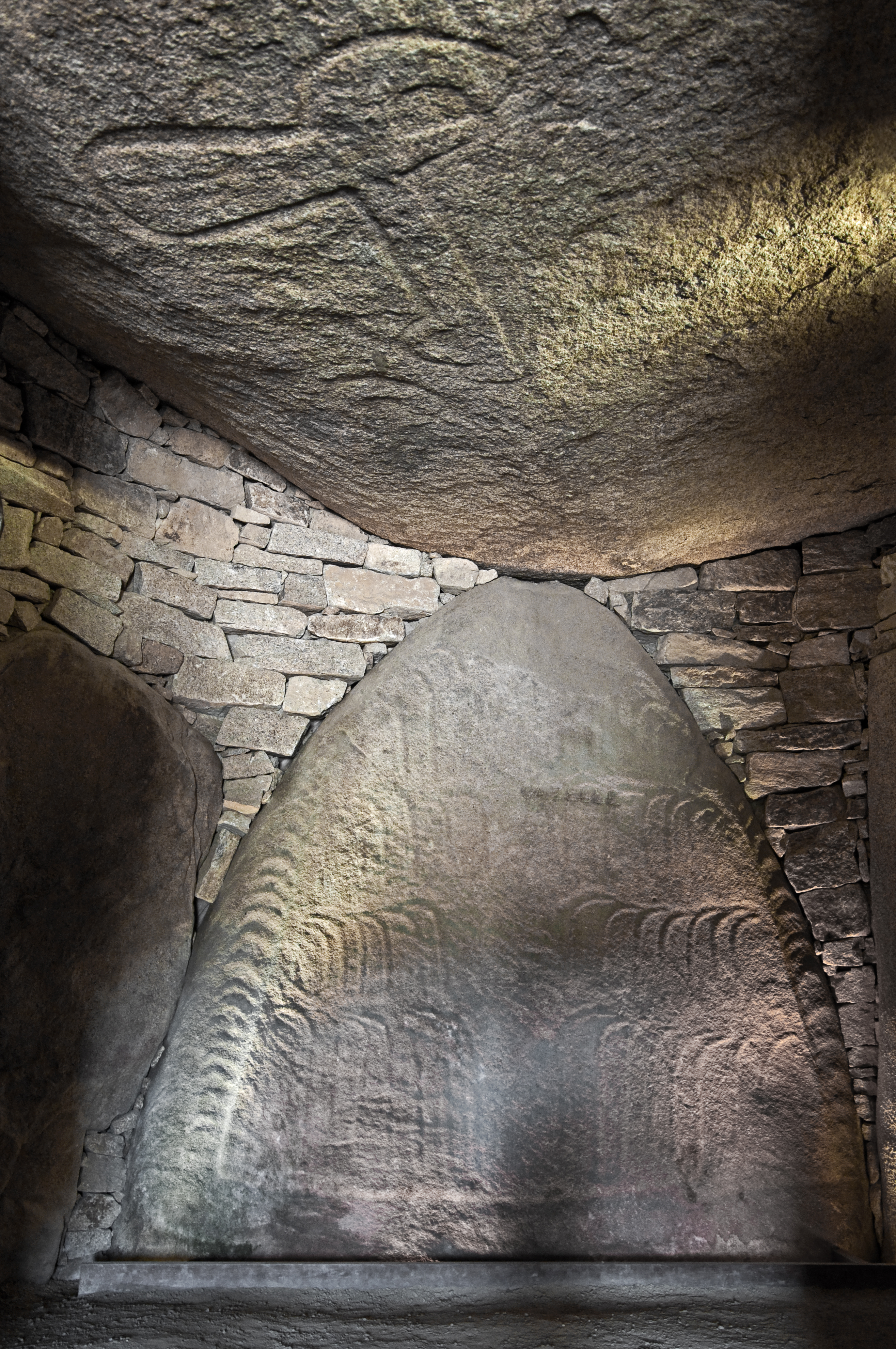
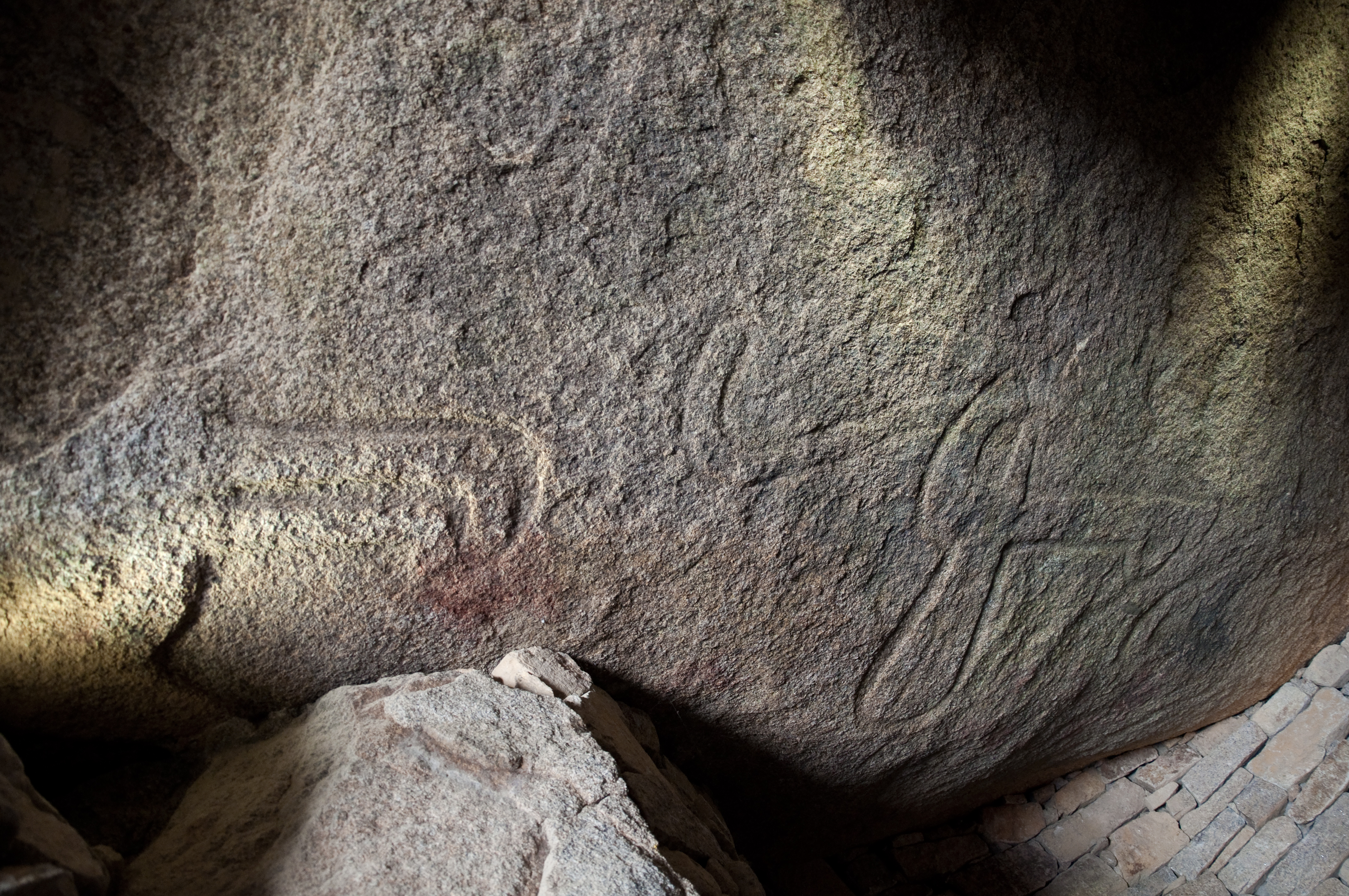
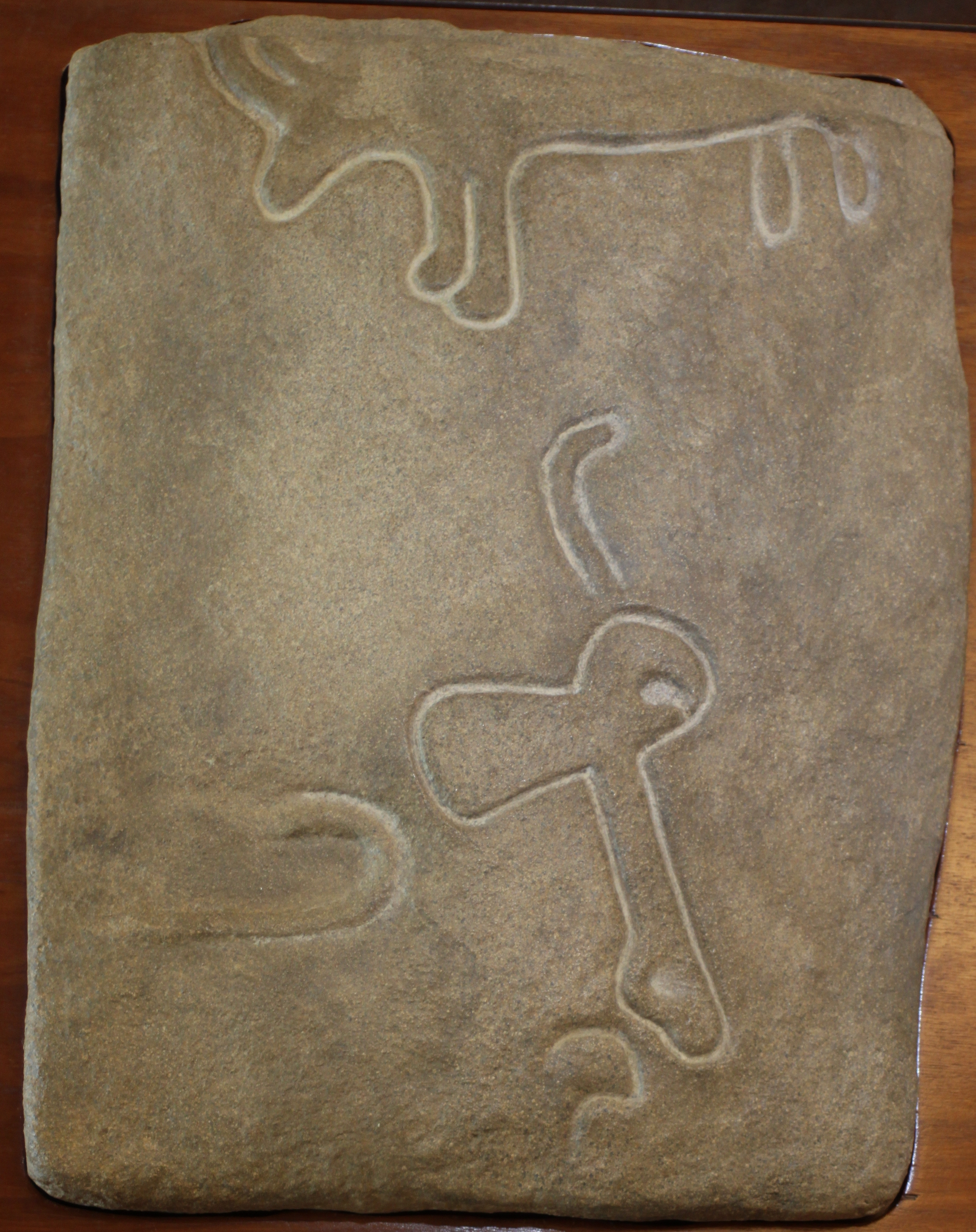
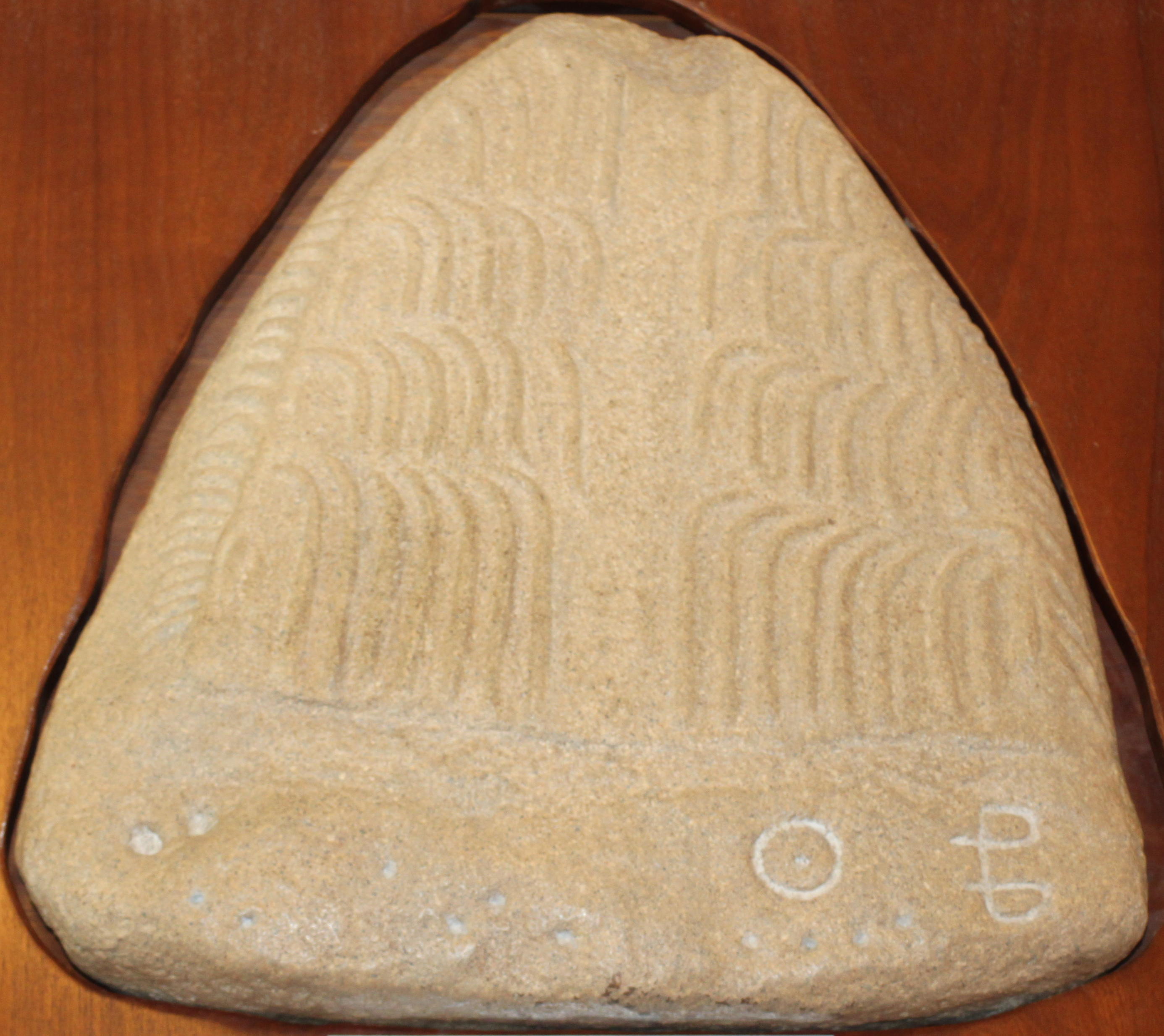